# تايغر سمولز
تايغر سمولز (بالإنجليزية: Tiger Smalls)‏ مواليد 2 مارس 1969 في نيويورك، نيويورك، الولايات المتحدة، هو ملاكم محترف أمريكي سابق صنّف ضمن فئة وزن الريشة.

## إحصائيات
خاض خلال مسيرته 38 نزالا، فاز في 21 وتعادل في 1 وخسر في 16. فاز بالضربة القاضية في 11 نزالا.

## وصلات خارجية
- تايغر سمولز على موقع بوكس ريك (الإنجليزية) (registration required)

- الموقع الرسمي